# Nemertesia californica
Nemertesia californica is een hydroïdpoliep uit de familie Plumulariidae. De poliep komt uit het geslacht Nemertesia. Nemertesia californica werd in 2007 voor het eerst wetenschappelijk beschreven door Ramil & Vervoort. 